# ラシャ・ベカウリ
ラシャ・ベカウリ（グルジア語: ლაშა ბექაური、Lasha Bekauri、2000年7月26日- ）は、ジョージア出身の柔道選手。階級は90kg級。

## 人物
2017年のヨーロッパカデでは個人戦73kg級と団体戦で優勝した。世界カデでは決勝で中橋大貴を破って優勝した。
その後階級を90kg級まで上げると、2018年の世界ジュニアでは準々決勝で増山香補に反則勝ちするなどして決勝まで進むと、村尾三四郎を小外刈で破って優勝を飾った。世界ジュニア団体戦準決勝の日本戦では自らが出場する前にチームが敗れると、3位決定戦のロシア戦では一本勝ちするも、チームは敗れて5位にとどまった。
2019年のユニバーシアードでは2位だった。ヨーロッパジュニアで優勝すると、世界ジュニアでも準決勝で昨年に続いて増山を破るなど、オール一本勝ちで2連覇を果たした。団体戦では準決勝のロシア戦でマンスール・ロルサノフに技ありで敗れると、代表戦でもロルサノフに技ありで敗れて3位だった。ワールドマスターズでは準々決勝で村尾を技ありで破るなどして決勝まで進むと、元世界チャンピオンであるスペインのニコロス・シェラザディシビリを破って優勝した。
2021年のワールドマスターズでは3位だったが、ヨーロッパ選手権では決勝で同僚のベカ・グビニアシビリを破って優勝した。7月に日本武道館で開催された東京オリンピックでは準決勝でロシアのミハイル・イゴルニコフを技ありで破ると、決勝ではドイツのエドゥアルト・トリッペルを技ありで破って21歳にしてオリンピック初優勝を飾った。
2022年の世界選手権では2回戦で増山を合技で破るなどして準決勝まで進むも、地元ウズベキスタンのダブラト・ボボノフにダイビングによる反則負けを喫して3位にとどまった。グランドスラム・東京では準決勝で増山に反則負けするも、3位決定戦で元オリンピックチャンピオンのベイカー茉秋に反則勝ちして3位になった。
2023年に地元で開催されたグランドスラム・トビリシでは、決勝で同僚のルカ・マイスラゼを技ありで破って優勝した。2023年の世界選手権では準決勝で村尾に合技で逆転勝ちするも、決勝ではマイスラゼに技ありで敗れて2位にとどまった。世界団体では3位だった。ヨーロッパ競技大会の個人戦では決勝でセルビアのネマニャ・マイドフに敗れて2位にとどまるも、団体戦では優勝した。ワールドマスターズでは決勝でマイスラゼに反則勝ちして優勝した。
2024年に地元で開催されたグランドスラム・トビリシでは2連覇を果たした。パリオリンピックでは決勝で村尾と対戦すると、技ありを先取されるも合技で逆転勝ちしてオリンピック2連覇を成し遂げた。
2025年の世界選手権では3回戦でイタリアのケニー＝コミ・ベデルに敗れた。世界団体 では準決勝の日本戦で世界チャンピオンとなった村尾に逆転勝ちしてチームの勝利を決定付けると、決勝の韓国戦でも一本勝ちして、チームも初優勝を飾った。
IJF世界ランキングは4342ポイント獲得で1位(25/6/2現在)。

## 主な戦績
- 2016年 - ヨーロッパカデ　団体戦　優勝(60kg級)
- 2017年 - ヨーロッパカデ　個人戦　優勝(73kg級)　団体戦　優勝
- 2017年 - 世界カデ　優勝(73kg級)
- 2018年 - 世界ジュニア　優勝(90kg級)
- 2018年 -　世界ジュニア団体　5位
- 2019年 - ヨーロッパオープン・クルジュ＝ナポカ　優勝
- 2019年 -　ユニバーシアード　2位
- 2019年 - ヨーロッパジュニア 優勝
- 2019年 - 世界ジュニア　優勝
- 2019年 -　世界ジュニア団体　3位
- 2019年 -　ワールドマスターズ　優勝
- 2021年 -　ワールドマスターズ　3位
- 2021年 -　グランドスラム・テルアビブ　優勝
- 2021年 -　ヨーロッパ選手権　優勝
- 2021年 -　東京オリンピック　優勝
- 2022年 - ヨーロッパオープン・オーバーヴァルト　優勝
- 2022年 -　世界選手権　3位
- 2022年 -　グランドスラム・東京 3位
- 2023年 -　グランドスラム・トビリシ　優勝
- 2023年 -　世界選手権　2位
- 2023年 -　世界団体　3位
- 2023年 -　ヨーロッパ競技大会　団体戦　優勝
- 2023年 -　ワールドマスターズ　優勝
- 2023年 - ヨーロッパ選手権　2位
- 2024年 -　グランドスラム・トビリシ　優勝
- 2024年 - 　ヨーロッパ選手権　個人戦　3位　団体戦　2位
- 2024年 - ヨーロッパオープン・マドリード　優勝
- 2024年 - パリオリンピック　優勝
- 2025年 -　ヨーロッパオープン・ベニドルム　優勝
- 2025年 - 世界団体　優勝

(出典、JudoInside.com)